# Rhodanthemum ifniense
Rhodanthemum ifniense là một loài thực vật có hoa trong họ Cúc. Loài này được (Font Quer) M.Ibn Tattou miêu tả khoa học đầu tiên năm 1998.